# Рэмбо III
«Рэмбо 3» (англ. Rambo III; на DVD-издании 2009 года — «Рэмбо III») — американский художественный фильм в жанре боевика, поставленный режиссёром Питером Макдональдом в продолжение франшизы о ветеране войны во Вьетнаме Джоне Рэмбо, который на этот раз принимает участие в боевых действиях в Афганистане.

## Сюжет
Ветеран Вьетнамской войны Джон Рэмбо находит покой в буддийском монастыре Wat Phra Phutthabat Tak Pha (วัดพระพุทธบาทตากผ้า) в Таиланде. Ему нравится там работать, помогать по хозяйству. Он зарабатывает деньги, участвуя в подпольных поединках. Его бывший командир — полковник Сэмюэль Траутман — получил просьбу исследовать ситуацию в труднодоступном районе охваченного войной Афганистана. США не может доставить туда зенитные ракеты «Stinger», чтобы помочь моджахедам в их борьбе с советскими войсками. Траутман и агент ЦРУ Григгс навещают Рэмбо. Траутман просит его присоединиться к операции, но Джон отказывается.
Близ границы советский вертолёт разносит караван моджахедов, Траутман попадает в плен. Не добившись сотрудничества, советский командир, полковник Зайсен (в некорректном дубляже — Зайцев) подвергает Траутмана пыткам. Узнав от Григгса, что Траутмана вызволить невозможно, Рэмбо просит отправить его одного в Афганистан. Григгс предупреждает, что США будут отрицать факт самого существования Рэмбо.
Рэмбо приезжает в Пешавар и встречается с проводником по имени Муса Гани, который знает, где содержат Траутмана. Рэмбо и Муса переходят через границу и приходят в приграничную деревню. На совете полевых командиров советский перебежчик Юрий показывает план крепости, в которой содержат Траутмана. Моджахеды отказываются помочь Рэмбо. Рэмбо вместе с Мусой проникают в крепость под покровом темноты. К ним присоединяется мальчик Хамид, с которым они познакомились в деревне. Джон находит камеру полковника, но неожиданно поднимается тревога. Рэмбо и его товарищи вступают в ожесточённый бой, им удаётся бежать через канализацию и спрятаться в пещере, но Траутман по-прежнему остаётся в плену.
Муса и Хамид возвращаются к моджахедам, а советские войска прочесывают район. Рэмбо поднимается по скале и проникает в крепость. Он выводит Траутмана и афганских пленных. Советские войска возвращаются на базу, но Рэмбо угоняет вертолёт, на котором прилетел полковник Зайсен. Советские солдаты поливают пулями взлетевший вертолёт. Рэмбо сажает горящую машину, прощается с освобождёнными афганцами и уходит вместе с Траутманом к границе. Разъярённый Зайсен поднимает всех на ноги. Рэмбо подбивает вертолёт, но Зайсен со второго вертолёта сбрасывает бомбу, и Рэмбо едва успевает укрыться в пещере, вход в которую обнаружил Траутман. Зайсен высаживает отряд спецназа во главе с прапорщиком Кауровым, пытавшим Траутмана, но Рэмбо удаётся перебить преследователей.
Рэмбо и Траутман выбираются на поверхность, Рэмбо побеждает могучего Каурова. Их окружает подоспевший крупный советский отряд под командованием Зайсена. Рэмбо отказывается сдаться и отстреливается из окопа, на помощь к нему приходят моджахеды. Рэмбо захватывает танк и стреляет в вертолёт Зайсена. Вертолёт и танк сталкиваются, Зайсен погибает, но Рэмбо остаётся жив.
Герои прощаются с моджахедами, Рэмбо дарит Хамиду свой талисман. Американцы уезжают на советском джипе к пакистанской границе. Конец фильма сопровождают титры: «Фильм посвящён доблестному народу Афганистана».

## В главных ролях
- Сильвестр Сталлоне — Джон Рэмбо
- Ричард Кренна — полковник армии США Сэмюэль Траутман
- Кертвуд Смит — агент ЦРУ Роберт Григгс
- Марк де Йонг[англ.] — полковник Советской Армии Алексей Зайсен (в дубляже — Зайцев; англ. Colonel Alexei Zaysen)
- Рэнди Рэни — советский спецназовец сержант Коуров
- Сассон Габай — проводник Муса Гани, афганский моджахед
- Спирос Фокас — Масуд, полевой командир моджахедов
- Дуди Шоуа — Хамид, афганский мальчик
- Алон Абутбул — Ниссем

## Производство
Съёмки боевых сцен в Афганистане проводились в Израиле.
Съёмочная группа, включая актёрский состав, превышала 250 человек, и в коллективе начались трения разного сорта — от разногласий ключевых фигур до личных конфликтов между членами группы. Возникшая ситуация, которую прибывший на место съёмок Сильвестр Сталлоне назвал «убегающим поездом», привела к ряду серьёзных перестановок, которые, по единодушному утверждению Сталлоне, продюсера Базза Фейтшанса и председателя кинокомпании Carolco Pictures Эндрю Вайны, основывались на консенсусе.
Из-за творческих разногласий был уволен режиссёра фильма Рассела Малкэхи, которого годом ранее Сталлоне собственнолично пригласил, высоко оценив его предыдущие работы и, в частности, постановку фильма Горец. Согласно администрации, решение о замене режиссёра было принято по взаимному согласию с Малкэхи после ряда обсуждений.
Место режиссёра, хоть и неохотно, занял Питер Макдональд, работавший постановщиком боевых сцен в предыдущем фильме франшизы.
Советская боевая техника была представлена полугусеничным бронетранспортёром M3 времён Второй мировой войны, броневиками Alvis FV603 Saracen, БРДМ-2, БТР-60, автомобилями УАЗ-469 и Daimler Ferret Scout Car MkI, армейскими грузовиками ЗИЛ-157, GMC M-135, AIL M-325, самоходной зенитной установкой «Шилка», танком Т-55, а также французским AMX-30. Патрулирующие границу с Пакистаном советские самолёты представлены F-15. В качестве советских вертолётов использовались подретушированные французские машины — Aérospatiale SA 330 Puma, изображавший Ми-24, и SA 341/2 «Gazelle».

## Оценки
Фильм номинировался на кинопремию «Золотая малина» сразу в нескольких категориях и удостоился премии в номинации «Худший актёр» (Сильвестр Сталлоне).
Фильм неоднократно подвергался критике за сильный антисоветский посыл, а также изобилие технических и исторических ляпов.